# Clube Desportivo Construtores do Uíge
Clube Desportivo Construtores do Uíge (CDCU) é um clube de futebol da cidade de Uíge, a capital da província de Uíge, em Angola. Disputou o Girabola - Primeira Divisão Angolana de Futebol pela última vez em 1984.
O clube já teve o nome de "Clube Ministério da Construção e Habitação do Uíge".
Foi campeão do Campeonato Provincial do Uíge em 2014.